# فینال جام باشگاه‌های اروپا ۱۹۸۶
فینال جام باشگاه‌های اروپا ۱۹۸۶، رقابت پایانی جام باشگاه‌های اروپا در سال ۱۹۸۶ میلادی است که مابین دو تیم باشگاه فوتبال استوا بخارست و باشگاه فوتبال بارسلونا در ورزشگاه رامون سانچز پیس‌خوان، سویا برگزار شده‌است.
این مسابقه که در تاریخ ۷ مه ۱۹۸۶ انجام شده‌است با نتیجه ۰ بر ۰ در زمان معمول به پایان رسید. در ضربات پنالتی باشگاه فوتبال استوا بخارست با نتیجه ۲ بر صفر به پیروزی رسید.